# Castle Bravo
Pour les articles homonymes, voir Bravo.
Castle Bravo est le nom de la bombe H la plus puissante testée par les États-Unis, libérant une énergie de 15 mégatonnes, soit mille fois celle de chacune des bombes larguées sur le Japon mais moins que les 57 mégatonnes de la Tsar Bomba russe, plus grosse bombe H de l'histoire.
Parmi les nombreux essais nucléaires réalisés au cours de la guerre froide, Castle Bravo est l'un des plus connus en raison de la contamination radioactive qu'elle cause aux populations locales ainsi qu'aux militaires présents sur le terrain.

## Histoire

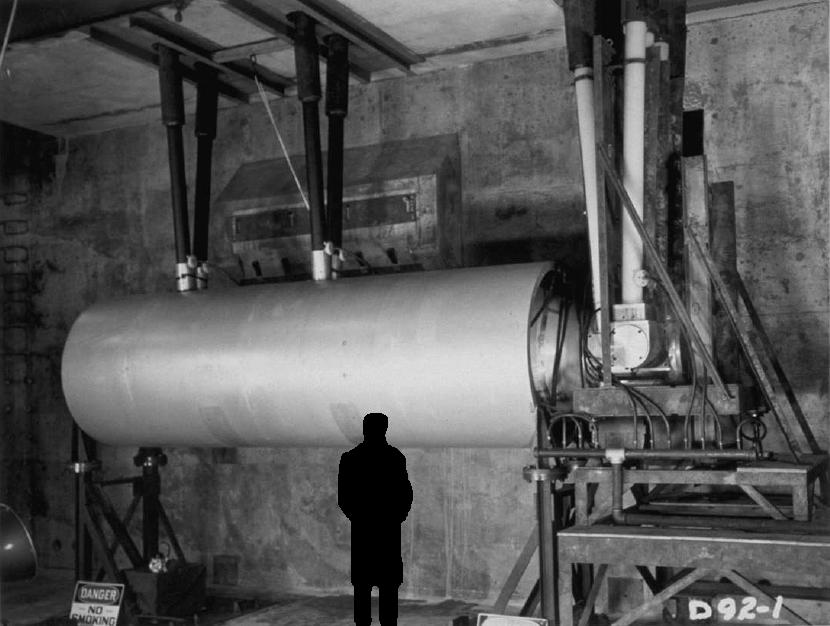
La « crevette ». Photo publiée en 1954. Une silhouette d'homme a été rajoutée ultérieurement pour donner l'échelle.

L'explosion eut lieu sur l'atoll de Bikini, le 1er mars 1954 lors de l'opération Castle. Elle était destinée à tester un nouveau prototype de bombe H, basée sur une configuration de Teller-Ulam.

## Description
La bombe, surnommée « crevette » (en anglais : Shrimp) en raison de sa forme, était un cylindre de 4,56 mètres de long pour un diamètre de 1,37 mètre. Sa masse était de 10,66 tonnes. Son combustible était du deutérure de lithium, contrairement au mélange deutérium-tritium d'Ivy Mike.
Composée à 40 % de lithium 6 enrichi et d'uranium, elle a spectaculairement dépassé la puissance de 5 mégatonnes initialement prévue. Ceci en raison de la présence du lithium 7, un isotope normalement stable, mais qui, selon sa « section efficace », se divise en hélium et en tritium lorsqu'il est bombardé avec des neutrons énergétiques, le tritium contribuant sensiblement à la fusion. La puissance réelle de l'explosion (en surface) a été finalement de 15 mégatonnes.
L'incidence environnementale a également été mal appréciée : en raison notamment d'un changement d'orientation des vents en altitude et de la pulvérisation du corail qui a entraîné la formation d'un aérosol (cendres blanches) dont l'activité était très élevée.

## Retombées

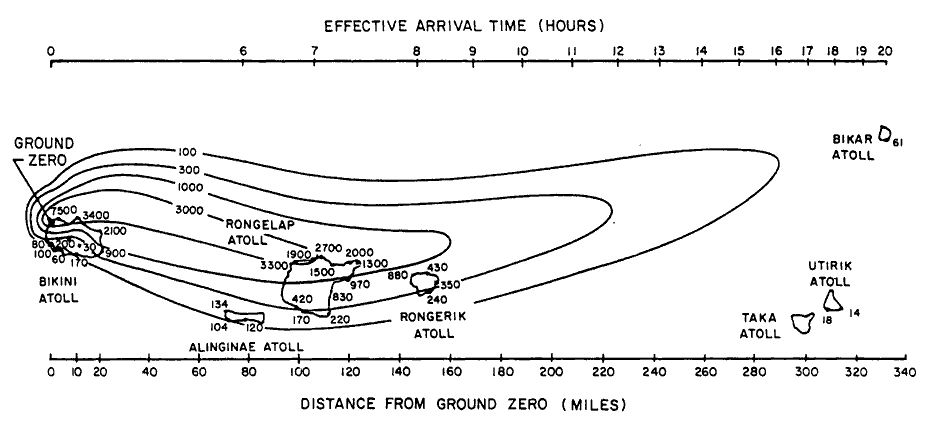
Carte montrant les concentrations de retombées radioactives de l'essai Castle Bravo. Elles ont contaminé une zone de plus de cent kilomètres de long, comprenant des îles habitées.

L'explosion, à sept mètres de la surface de l'atoll, provoqua un cratère d'environ deux kilomètres de diamètre et de 70 mètres de profondeur. Le champignon atomique atteignit une altitude de plus de 50 kilomètres en quelques minutes. La boule de feu elle-même avait un diamètre de 7,2 kilomètres.
Une forte proportion des retombées radioactives ne se sont pas évacuées vers le nord-nord-ouest comme anticipé, mais vers l'est, et ont rapidement atteint plusieurs atolls habités à une distance de 150 à 250 km : Ailinginae et Rongelap (une centaine d'habitants) dans un délai de trois à six heures, puis Rongerik (une trentaine de militaires) et enfin Utirik à 570 km où les 167 habitants subirent des retombées moindres mais peu repérables, contrairement aux îles plus proches où les retombées ont « concrétisé » le phénomène sous forme de cendres (aspect de neige). Selon les archives déclassifiées de cette opération, cet effet inattendu est dû au fait que, si les vents de surface étaient bien orientés vers l'ouest comme prévu par les prévisions météorologiques, les vents de haute altitude soufflaient vers l'est, entraînant la majorité des particules radioactives produites en altitude dans cette direction,.
Avec son diamètre de plus de 100 kilomètres, le nuage contamina une grande partie des atolls environnants (Rongelap et Rongerik), de même que les îles Marshall. Un bateau de pêcheurs japonais, le Daigo Fukuryū Maru, fut contaminé par les retombées et un des membres d'équipage mourut des suites de l'irradiation. Ce test fut un drame écologique et humain, puisque des membres de l'armée, des ingénieurs et les populations locales furent également touchés. Après cet essai, une zone interdite fut délimitée autour du point d'explosion avec un rayon de 1 200 kilomètres.
Les habitants à Utirik se sont réinstallés dès le mois de juin 1954 dans leur atoll. Le retour n'a été jugé possible pour ceux de Rongelap qu'en juin 1957, accompagné de restrictions quant aux îles de l'atoll et quant aux productions agricoles qui pourraient être obtenues.
Après l'essai, le ministère de l'Énergie des États-Unis communique sur l’estimation selon laquelle seulement 253 habitants des îles Marshall auraient été touchés par les retombées radioactives. Les niveaux de retombées radioactives attribués à l'essai de Castle Bravo sont considérés comme les plus élevés de l'histoire. Les populations voisines du site d'essai ont été exposées à des niveaux élevés de radiation, qui ont entraîné des malaises immédiats chez de nombreuses personnes (nausées, vomissements, diarrhée). Plusieurs semaines plus tard, de nombreuses personnes ont commencé à souffrir d'alopécie (perte de cheveux) et de lésions cutanées.
On a établi un lien entre l'exposition aux retombées et l'augmentation de la probabilité de plusieurs types de cancer, comme la leucémie et le cancer de la thyroïde.

## Culture populaire
- Le troisième épisode de la première saison de la série Monarch: Legacy of Monsters, de même que l'introduction du film Godzilla, met en scène l'opération Castle Bravo, qui est présentée comme un piège destiné a pulvériser Godzilla[8].